# Czareczka długotrzonkowa

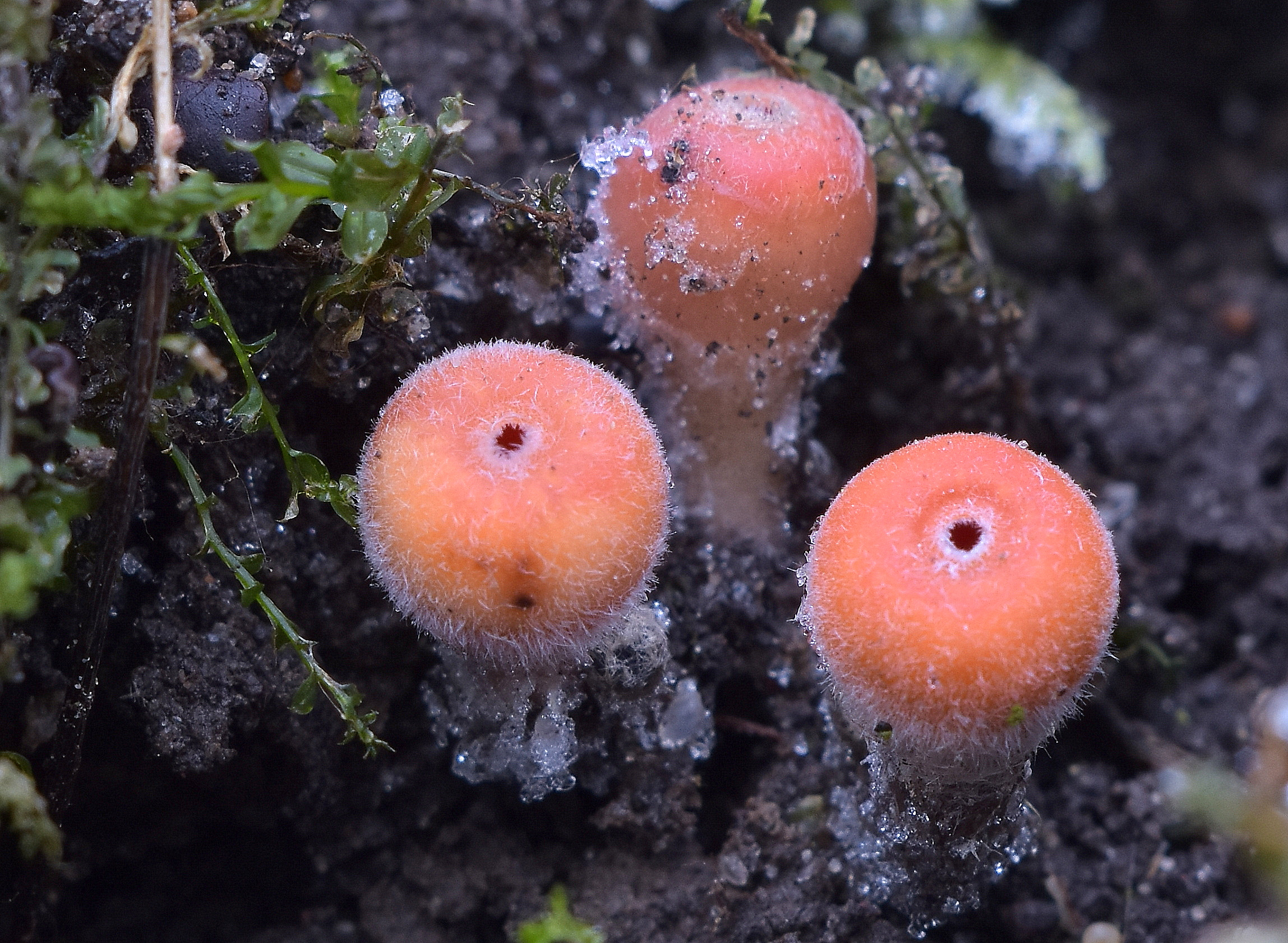
Bardzo młode, jeszcze kuliste owocniki z widocznymi włoskami i małym otworem na szczycie.

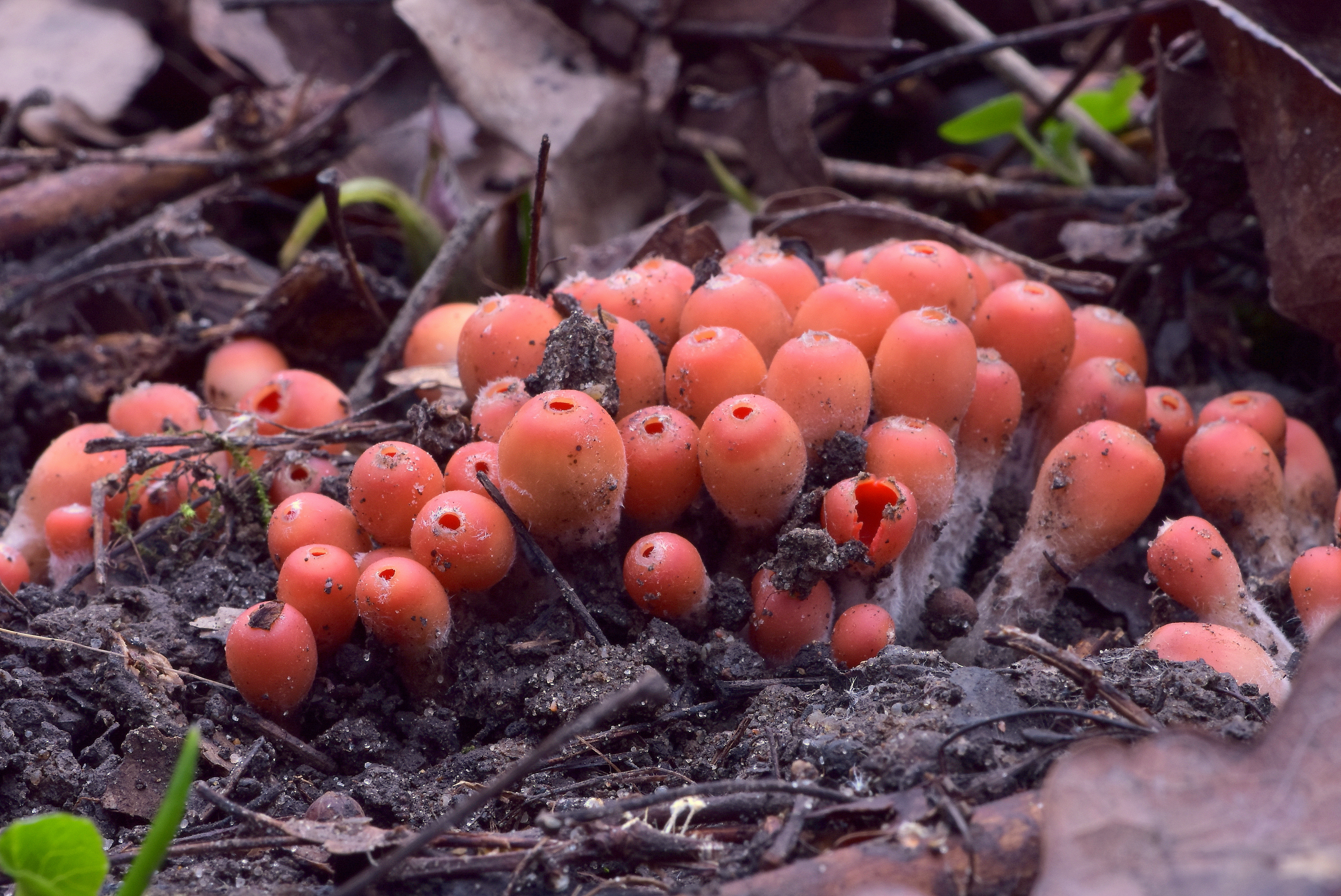
Grupa młodych owocników.

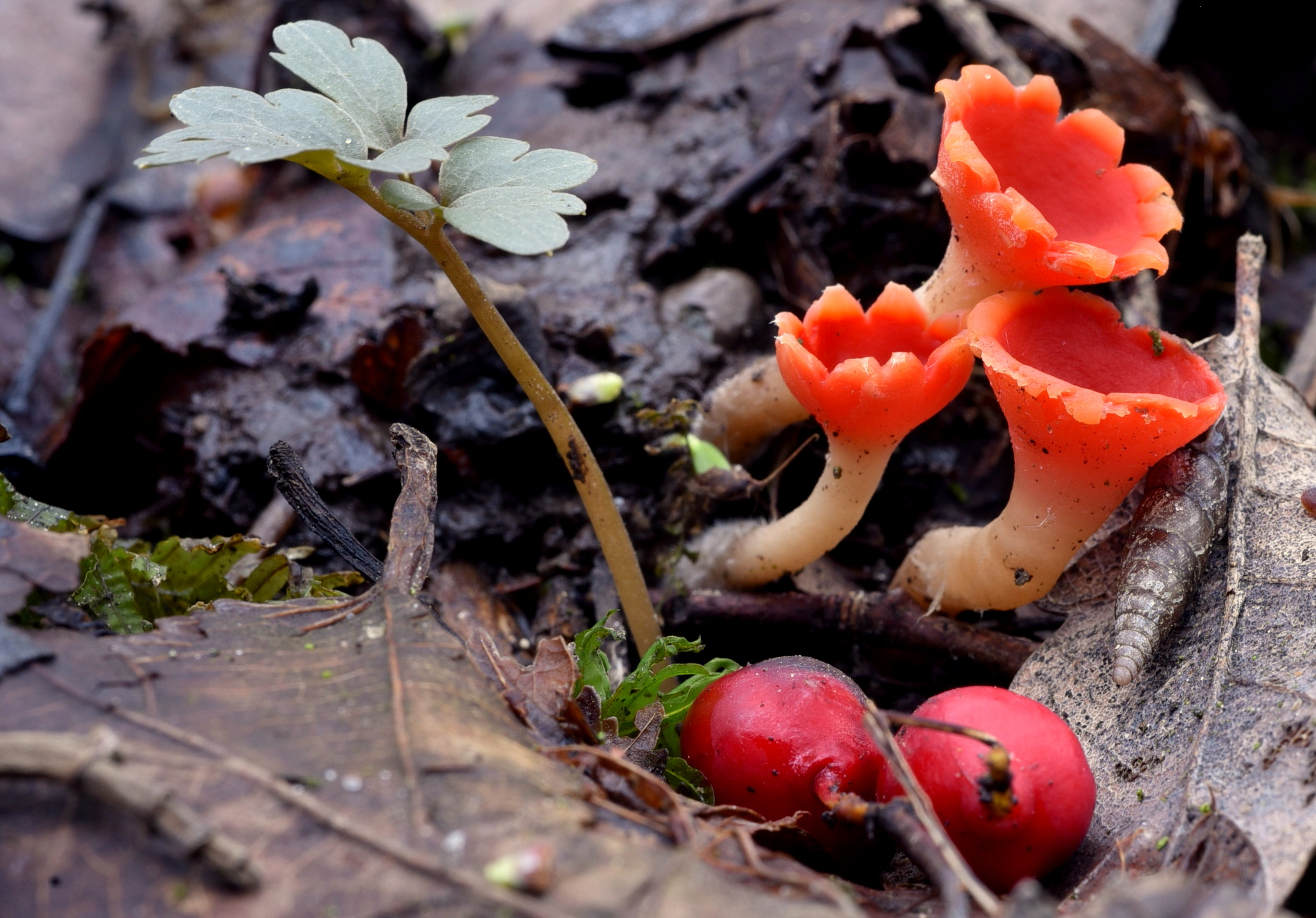
Dojrzałe w pełni owocniki z charakterystycznym brzegiem miseczki.

Czareczka długotrzonkowa (Microstoma protractum (Fr.) Kanouse) – gatunek grzybów należący do rodziny czarkowatych (Sarcoscyphaceae).

## Systematyka i nazewnictwo
Pozycja w klasyfikacji według Index Fungorum: Microstoma, Sarcoscyphaceae, Pezizales, Pezizomycetidae, Pezizomycetes, Pezizomycotina, Ascomycota, Fungi.
Po raz pierwszy takson ten zdiagnozował w 1851 r. Elias Fries nadając mu nazwę Peziza protracta. Obecną, uznaną przez Index Fungorum nazwę nadał mu w 1948 r. Bessie Benice Kanouse, przenosząc go do rodzaju Microstoma.
Niektóre synonimy naukowe:

- Anthopeziza mirabilis (I.G. Borshch.) Massee 1895
- Anthopeziza protracta (Fr.) Nannf. 1949
- Humaria hiemalis (Weinm.) Sacc. 1889
- Lachnea mirabilis (I.G. Borshch.) W. Phillips 1890
- Microstoma hiemale Nees & Bernstein 1852
- Peziza cruciata Fr. 1851
- Peziza hiemalis Weinm. 1836
- Peziza mirabilis I.G. Borshch. 1857
- Peziza protracta Fr. 1851
- Plectania hiemalis (Nees & Bernstein) Seaver 1928
- Plectania protracta (Fr.) S. Imai 1938
- Sarcoscypha cruciata (Fr.) Sacc. 1889
- Sarcoscypha protracta (Fr.) Sacc. 1889

W polskim piśmiennictwie mykologicznym gatunek ten wymieniany był już w 1909 r. przez B. Namysłowskiego. W pracy B. Gumińskiej i W. Wojewody z 1985 ma polską nazwę czareczka długotrzonkowa, jednakże w Checklist of Polish larger Ascomycetes autorstwa Marii Alicji Chmiel z 2006 roku, gatunek ten umieszczony jest jedynie pod łacińską nazwą naukową Microstoma protracta (ortograficzny wariant nazwy systematycznej), a polska nazwa czareczka przypisana jest rodzajowi Pseudoplectania.

## Morfologia
Owocniki
Miseczkowate apotecja, początkowo w postaci kulistych kieliszków z niewielkim otworem na szczycie, które z wiekiem otwierają się, pękając na brzegu na niewielkie białawe płaty, przypominające płatki tulipana. Wewnętrzna powierzchnia miseczki (hymenium) jest jaskrawo czerwona lub różowoczerwona, zewnętrzna powierzchnia biaława, gęsto pokryta białawymi włoskami. Średnica dojrzałych miseczek 5–30mm, głębokość 5–20mm. Miseczki mają wspólny, rozgałęziony, stosunkowo długi trzon, o wymiarach 1–4cm długości i 2–5mm grubości, który wyrasta ze sklerocjum zbudowanego ze zbitych ciasno strzępek grzybni, tworzącego się w sąsiedztwie zagrzebanego w ziemi, zmurszałego drewna. Trzon w górnej części ma barwę białawą i ciemnieje ku dołowi.
Zarodniki
Elipsoidalne do wrzecionowatych, o wymiarach 40–45×15–20μm.
Gatunki podobne
Jest wiele podobnych czarek (Sarcoscypha sp.), które tworzą znacznie większe owocniki opatrzone grubszym i bardziej krępym trzonem oraz wyrastają bezpośrednio z murszejącego drewna.

## Występowanie i siedlisko
W Polsce jest rzadki i podlega ścisłej ochronie gatunkowej. Znajduje się na Czerwonej liście roślin i grzybów Polski. Ma status R – potencjalnie zagrożony z powodu ograniczonego zasięgu geograficznego i małych obszarów siedliskowych. Znajduje się na czerwonych listach w kilku innych krajach europejskich, w tym w Austrii, Bułgarii, Czechach, Niemczech, na Słowacji i we Francji (w regionie Franche-Comté).
Rośnie w sąsiedztwie murszejącego, zagrzebanego w ziemi drewna drzew liściastych. Owocniki pojawiają się wiosną, od stycznia do maja, często w małych grupach, w lasach liściastych i mieszanych.
Do 2019 roku, czareczka długotrzonkowa notowana była jedynie na kilku historycznych stanowiskach znanych z literatury:
- Między Częstochową a Mstowem, woj. górnośląskie, Jurajski Park Krajobrazowy (1998 r.)[12][13];
- Oława, Dolny Śląsk (przed 1908 r.)[12][14];
- Okolice Strzelina, woj. Dolnośląskie (przed 1908 r.)[12][14];
- Wrocław (Osobowice, Popowice, Swojszyce) (przed 1908 r.)[12][14];
- Kraków, woj. Małopolskie (1889 r.)[12][15][16];

oraz współczesnych stanowisk:
- Czeszewo, woj. wielkopolskie, Żerkowsko–Czeszewski Park Krajobrazowy (2006 r.), leg. Aleksander Winiecki i Michał Hałas[12][17];
- Kraków–Tyniec, woj. małopolskie (2017 r.), leg. Radosław Kubiński[12][18].

W roku 2019 zostało zlokalizowane bardzo duże stanowisko Microstoma protractum wraz z Urnula craterium we Włocławku, które odkryła jedna z jego mieszkanek, Agnieszka Kurpińska. Znalezisko to wywołało duże poruszenie na forach o tematyce grzybowej oraz grupach zrzeszających miłośników grzybów na jednym z portali społecznościowych, gdyż oba te gatunki zaliczają się do najrzadszych grzybów Polski i nigdy nie były notowane w tak dużych ilościach w jednym miejscu.